# Cryphaea ragazzii
Cryphaea ragazzii là một loài Rêu trong họ Cryphaeaceae. Loài này được (Brizi) Broth. miêu tả khoa học đầu tiên năm 1907.